# Dragan Vučić
Dragan Vučić (en macédonien: Драган Вучиќ), né le 6 septembre 1955 à Skopje (Yougoslavie) et mort le 4 mai 2020 dans la même ville, est un compositeur, chanteur et animateur de télévision macédonien.

## Biographie
Chanteur du groupe de pop folk Koda dans les années 1990, il compose de nombreuses chansons à succès, telles que Nikom nije nocas kao meni, Svirete ja zajdi zajdi, Angeli me nosat et Kaži zvezdo. En 2005, sa chanson Make My Day (paroles de Branka Kostić) est choisie pour représenter la Macédoine au concours de l'Eurovision et interprétée par son fils Martin Vučić.
Il anime ensuite plusieurs émissions de télévision sur les chaînes Kanal 5 et Telma Television.
Souffrant d'un cancer du poumon, il voit son état se dégrader après avoir contracté le coronavirus en avril 2020 et meurt peu après à la clinique des maladies infectieuses de Skopje.